# Port lotniczy Yap
Port lotniczy Yap (IATA: YAP, ICAO: PTYA) – międzynarodowy port lotniczy zlokalizowany na wyspie Yap, w Mikronezji.

## Linie lotnicze i połączenia
- Continental Airlines
  - Continental Airlines obsługiwane przez Continental Micronesia (Guam, Koror)